# Wolfgang Seel
Wolfgang Seel (Kirkel, 1948. június 21. –) nyugatnémet válogatott német labdarúgó, csatár, középpályás, edző.

## Pályafutása

### Klubcsapatban
1966 és 1971 között az 1. FC Saarbrücken, 1971 és 1973 között az 1. FC Kaiserslautern, 1973 és 1982 között a Fortuna Düsseldorf, 1982 és 1986 között az 1. FC Saarbrücken labdarúgója volt. A Fortunával két nyugatnémetkupát nyert és tagja volt az 1978–79-es idényben KEK-döntős csapatnak.

### A válogatottban
1974–75-ben hat alkalommal szerepelt a nyugatnémet válogatottban.

### Edzőként
1986-ban az 1. FC Saarbrücken vezetőedzője volt Walter Müllerrel együtt, aki akkor a csapat aktív játékosa volt.

## Sikerei, díjai
1. FC Kaiserslautern
- - döntős: 1972

 Fortuna Düsseldorf
- Nyugatnémet bajnokság (Bundesliga)
  - 3.: 1973–74
- Nyugatnémet kupa (DFB-Pokal)
  - győztes: 1979, 1980
  - döntős: 1978
- Kupagyőztesek Európa-kupája (KEK)
  - döntős: 1978–79

## Statisztika

### Mérkőzései a nyugatnémet válogatottban
| NSZK | NSZK                | NSZK                       | NSZK     | NSZK     | NSZK      | NSZK         | NSZK  | NSZK    |
| #    | Dátum               | Helyszín                   | Hazai    | Eredmény | Vendég    | Kiírás       | Gólok | Esemény |
| ---- | ------------------- | -------------------------- | -------- | -------- | --------- | ------------ | ----- | ------- |
| 1.   | 1974. szeptember 4. | Bázel, St. Jakob stadion   | Svájc    | 1 – 2    | NSZK      | barátságos   | -     | 46'     |
| 2.   | 1975. április 27.   | Szófia, Levszki Stadion    | Bulgária | 1 – 1    | NSZK      | Eb-selejtező | -     |         |
| 3.   | 1975. május 17.     | Frankfurt, Waldstadion     | NSZK     | 1 – 1    | Hollandia | barátságos   | -     |         |
| 4.   | 1975. szeptember 3. | Bécs, Práter-stadion       | Ausztria | 0 – 2    | NSZK      | barátságos   | -     |         |
| 5.   | 1977. november 16.  | Stuttgart, Neckarstadion   | NSZK     | 4 – 1    | Svájc     | barátságos   | -     |         |
| 6.   | 1977. december 14.  | Dortmund, Westfalenstadion | NSZK     | 1 – 1    | Wales     | barátságos   | -     | 76'     |
|      | Összesen            |                            |          | 6        | mérkőzés  |              | 0     | gól     |